# Jean-Robert Argand
Jean-Robert Argand (* 18. Juli 1768 in Genf; † 13. August 1822 in Paris) war ein Buchhändler und Amateurmathematiker.

## Leben
Er ist der Sohn des Juweliers Jacques Argand (eines Verehrers von Jean-Jacques Rousseau) und Eve Carnac. Von 1791 bis 1794 beteiligte er sich an der Revolution in der Genfer Republik in verschiedenen leitenden Funktionen. So war er 1792 Sekretär der Kommission der Vierzig, ab Dezember 1792 Mitglied des provisorischen Verwaltungskomitees der Stadt und ab Mai 1793 dessen Präsident und wurde 1794 Richter am Revolutionstribunal und Mitglied des Parlaments. Danach zog er zuerst nach Sèvres, später nach Paris.
Argand veröffentlichte 1806 eine geometrische Interpretation der komplexen Zahlen (Arganddiagramm), bei der i als Drehung um 90 Grad gesehen wird. Diese geometrische Beschreibung der komplexen Zahlen wird meist nach Carl Friedrich Gauß benannt (gaußsche Zahlenebene). Vor Gauß hat sie jedoch außer Argand schon 1797 Caspar Wessel beschrieben (veröffentlicht 1799, aber ebenfalls lange in Vergessenheit geraten). Argand veröffentlichte seine Darstellung in einem privat gedruckten Pamphlet (wobei er vergaß seinen Namen auf der Titelseite einzufügen), das Adrien-Marie Legendre zur Kenntnis kam. Legendre erwähnte dies gegenüber dem Mathematiker François Français (ohne den Namen Argand zu erwähnen) in einem Brief. Nach dem Tod von Français gingen dessen Papiere an dessen Bruder Jacques Français, der den Brief fand und die Ergebnisse 1813 in den Annales de mathématiques veröffentlichte. Darin gab er den Brief von Legendre als Quelle an und appellierte an den ihm unbekannten Urheber der Darstellung, seinen Namen öffentlich zu machen. Das geschah dann in der folgenden Ausgabe durch Argand.
1814 gab Argand einen einfachen Beweis des Fundamentalsatzes der Algebra (Annales des Mathématiques, Band 5, S. 197), aufbauend auf dem lückenhaften Beweis von Jean d’Alembert aus dem 18. Jahrhundert.
1795 heiratete er Françoise-Dorothée Blanc aus Lausanne.

## Werke
- Essai sur une manière de représenter les quantités imaginaires dans les constructions géométriques. Paris 1806 (2. Auflage 1874).